# Ladenbergia heterophylla
Ladenbergia heterophylla är en måreväxtart som först beskrevs av Hugh Algernon Weddell, och fick sitt nu gällande namn av Paul Carpenter Standley. Ladenbergia heterophylla ingår i släktet Ladenbergia och familjen måreväxter. Inga underarter finns listade i Catalogue of Life.